# کالتا ویتور
کالتا ویتور (به اسپانیایی: Caleta Vítor) یک منطقهٔ مسکونی در شیلی است که در منطقه آریکا و پاریناکوتا واقع شده‌است.